# Akil
Akil là một đô thị thuộc bang Yucatán, México. Năm 2005, dân số của đô thị này là 9765 người.